# کیم ساندلیف
کیم ساندلیف (انگلیسی: Kim Sundlöv؛ زادهٔ ۳۰ اوت ۱۹۹۰) بازیکن فوتبال اهل سوئد است.